# Oncocnemis ciliata
Oncocnemis ciliata är en fjärilsart som beskrevs av Smith 1900. Oncocnemis ciliata ingår i släktet Oncocnemis och familjen nattflyn. Inga underarter finns listade i Catalogue of Life.